# الحرب العثمانية الصفوية (1578–1590)
الحرب العثمانية الصفوية هي حرب بين الدولة الصفوية بقيادة الشاه محمد خدابنده ثم أبنه الذي أنقلب عليه عباس الأول، والدولة العثمانية بقيادة السلطان مراد الثالث. بدأت الحرب في 1578 وانتهت عام 1590.
بدأ العثمانيون الحرب، بهدف احتلال أذربيجان والقوقاز. واستمرت الحرب لسنوات عدة، ولكن سيطر أخيرا العثمانيون على تفليس في 1578، وقارص -شمال شرق تركيا- وتبريز في 1585، وأصبحت جورجيا دولة تابعة للإمبراطورية العثمانية. في عام 1588، تقدم القائد العثماني فرهاد باشا في قرهباخ عبر جورجيا. العديد من القبائل التركمانية القزلباش، التي شكلت العمود الفقري للجيش الصفوي، تنازلت بدون مقاومة كبيرة من أجل حماية مصالحهم الخاصة. ونتيجة لذلك، فإن العثمانيين أستطاعوا السيطرة على أذربيجان والقوقاز وبحر قزوين.

## قبل الحرب
بعد الحرب العثمانية الصفوية (1532–1555) والتي انتهت بمعاهدة أماسيا، وصلت الدولتان لحدود معتبرة ودخلتا في فترة صلح طويلة نسبياً. خلال ذلك، حرص الشاه طهماسب الأول العاهل الفارسي على الاحتفاظ بعلاقات جيدة مع العاهل العثماني متمثلاً في السلطان سليم الثاني وولده مراد الثالث عبر إرسال هدايا ثمينة لتأمين إستمرار الصلح. لكن الشاه طهماسب توفي بعد فترة قصيرة من تولي السلطان مراد عرش الدولة العثمانية حتى أن سفيراً للشاه الذي كان قد ذهب محملاً بالهدايا للسلطان مراد كان لا يزال في إسطنبول.
بعد وفاة الشاه طهماسب، فقدت الدولة الصفوية إستقرارها. حدث نزاع على العرش بين أبناء طهماسب حسمه إبنه الكبير «إسماعيل»، حدثت في عهد الأخير توترات حدودية مع العثمانيين، متجاوزاً سياسة والده التي طبقها بصرامة بعد معاهدة أماسيا والتي عملت على الحفاظ على حٌسن العلاقات مع العثمانيين.
كان الديوان العثماني منقسماً. رأى كثير من الوزراء إستغلال الأحداث وإعلان الحرب على الصفويين، تزعم هذا الرأى لالا مصطفى باشا الوزير الثالث وفاتح قبرص. عارضه الصدر الأعظم صقللي محمد باشا وحاول جهده في منع الحرب، ذلك أنه كان يرى أن مثل هذه الحرب ستستنزف الدولة العثمانية جدياً، كما أنهم يدخلونها دون إستراتيجية أو هدف حقيقي.
لم يستطع محمد باشا في النهاية منع الحرب، خصوصاً مع إقناع الوزراء للسلطان مراد بها وتحمس الأخير لها. أعلنت في النهاية الحرب على الدولة الصفوية وعٌيّنَ لالا مصطفى باشا كقائد عام «سردار» وبمعيته عثمان بن أوزديمير باشا.

## خلال الحرب

١٥٨٥ - احتلال عثماني طويل. خلال الحرب العثمانية الصفوية (١٥٧٨-١٥٩٠)، استولى العثمانيون على تبريز عام ١٥٨٥. وظلت تبريز تحت سيطرة العثمانيين لنحو اثني عشر عامًا، حتى استعادها الصفويون عام ١٦٠٣ في عهد الشاه عباس الأول.

إحتفظ العثمانيون بتفوقهم طوال أحداث الحرب تقريباً. وعلى الرغم من الصعوبات التي واجهوها، لكنهم كانوا قادرين على الاحتفاظ بفتوحاتهم في أذربيجان، كنجه، تبريز والسيطرة التامة على نهر آراس وحتى بحر قزوين. لم يكن الصفويون الذين يتعرضون في ذات الوقت لهجوم في الشرق من قبل الأوزبك قادرين على مواجهة الجيش العثماني والانتصار عليه، حيث خاض الطرفان 4 معارك ميدانية رئيسية حسمها جميعاً العثمانيين. وبالرغم من ذلك، كانت حرب العصابات التي أدارها الصفويون ناجحة بعض الشئ في إيقاع الخسائر بين العثمانيين وبث الرعب بين جنودهم، كما عمل الصفويون على إستغلال خلافات القادة العثمانيين فيما بينهم لإطالة أمد الحرب لإستنزاف الاقتصاد العثماني وإنهاك جيوشهم. وبالرغم من عدم استفادتهم المباشرة ميدانياً من ذلك وفشلهم في إخراج العثمانيين من الأراضي التي إستولوا عليها إلا أنهم نجحوا في إيقاف خطة العثمانيين للتوسع شرقاً والوصول لقزوين وأصفهان، مستغلين التوترات التي أقامتها الجنود الإنكشارية نتيجة الإنهاك الاقتصادي وطول فترة الحرب.

## معارك الحرب الرئيسية
- معركة جلدر (9 أغسطس 1578)
- معركة المشاعل (مايو 9-11، 1583)

و أنتهت الحرب بمعاهدة إسطنبول يوم 21 مارس 1590، والتي أعترفت فيها إيران بهذه الفتوحات للعثمانيين، وكذلك وعدت بأنهاء الدعاية الشيعية في الأراضي العثمانية، ووقف اضطهاد المسلمين السنة في الأراضي الأيرانية.

## بعد الحرب

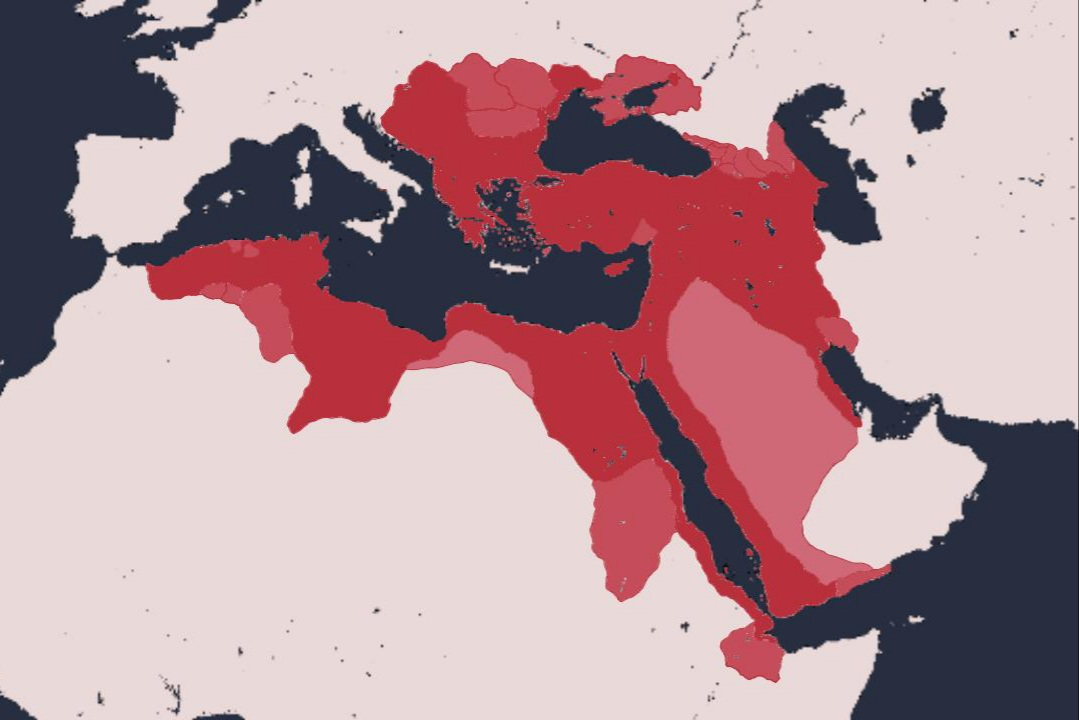
الخريطة العثمانية

أثبتت معاهدة القسطنطينية مكانة الدولة العثمانية بصفتها الدولة الأولى في العالم الإسلامي، إذ نصت على اعتراف الدولة الصفوية بأن السلطان العثماني هو الحاكم الحقيقي للعالم الإسلامي وأن الشاه يصبح هكذا في وضع أقل منه. لم يتمكن السلطان سليم الأول في الحصول على مثل هذا الاعتراف من الشاه إسماعيل الصفوي ولا كذلك السلطان سليمان القانوني في الحصول عليه من الشاه طهماسب الأول، بينما حصل عليه السلطان مراد على الرغم بأنه _عكس جديّه_ لم يخرج إلى الجبهة أبداً.
عاني العثمانيون من مشاكل عدة. أولها غياب إستراتيجية قتال محددة وسار القتال وكأنه محاولة لاقتلاع أكبر قدر من أراضي الصفويين. كذلك حدثت اختلافات كثيرة بين القادة العثمانيين، كل قادة الجبهة على وجة التقريب بدءاً من لالا مصطفى باشا وحتى فرهاد باشا في نهاية الحرب كانوا في نزاع مع خصومهم من أجل نيل منصب الصدارة العظمى، هذه الخلافات أثرت بدرجة أن كل شخص كان يحجم عن دعم الأخر في الجبهة أملاً في إسقاط غريمه. إضطر العثمانيون إلى إظهار اعتماد متزايد على فرسان تتار القرم، ونتيجة سقوط عدد من قادتهم كأسري بالإضافة للنزاع حول عرش القرم فقد سبب هؤلاء مشاكل عديدة للعثمانيين. برودة الطقس ووعورة الأراضي كانتا عاملين أيضاً ضد العثمانيين، وأساساً فإن اعتماد العثمانيين على جنود القرم كان لقدرتهم على تحمل برودة أجواء القوقاز. أظهر الإنكشارية غضبهم كذلك لطول الحرب وسببوا مصاعب عديدة. وعلى الرغم من أن الدولة الصفوية كانت تدير في ذات الوقت صراعاً أخر ضد أتراك تركستان في الشرق بالإضافة لمشاكلها الداخلية وعلى الرغم من سنوح الفرصة تلو الأخرى للعثمانيين لاحتلال قزوين إلا أنه _للعوامل السابقة_ لم يتمكنوا من تحقيق هذا الهدف.
وبعد إستقرار الوضع الداخلى للصفويين بتسلم الشاه عباس الأول مقاليد الحكم، خرج عباس لمواجهة خطر تركستان في الشرق وترك ولي عهده «حمزة ميرزا» بجيش قليل العدد لمواجهة العثمانيين. كان يأمل في استعادة تبريز على الأقل ومن ثَمّ التفاوض مع العثمانيين. فشل في مسعاه وتمكنت العثمانية من الاحتفاظ بتبريز، إلا أن القوات الصفوية _على الرغم من قلة عددها_ نجحت في وقف توسع العثمانيين وثنيهم عن التعمق في الأراضي الصفوية. الشاه عباس الذي رأى نفسه في نزاع مع دولتين سنيتين يحاصرانه شرقاً وغرباً إضافة إلى توتر علاقته بدولة سنية أخرى هي إمبراطورية مغول الهند في جنوبه قرر أن يلجأ للسلام. كان الشاه عباس ذكياً بما يكفى ليدرك أنه لن يستطيع أن يواجه الدولة العثمانية قبل أن يلم شعثه بصورة جيدة. ركز الشاه عباس كل ثقله بعد الصلح في حل مشكلة الشرق وفي تطوير جيشه بمساعدة البرتغال وإنجلترا إستعداداً لمواجهة العثمانيين، وهو ما أدى إلى الحرب العثمانية الصفوية (1603–1618).
أثبتت الحرب صحة ما توقعه صقللي محمد باشا قبل سنوات، حيث استنزفت هذه الحرب الخزانة العثمانية بشكل كبير وحدث بسببها تضخم للعملة ومشاكل اقتصادية أخرى مما أدى لحدوث قلاقل في إسطنبول وتمرد للقوات الانكشارية.وبالإضافة لحرب الدولة العثمانية التي اندلعت مع النمسا لاحقاً، فقد أدت تلك الحربان لإستنزاف شديد للخزانة، والأهم من ذلك إلى فقد أعداد كبيرة من القادة والجنود المدربين وسقوط مناصب هؤلاء تباعاً في إيدي قيادات عديمة الكفاءة، وبالإضافة إلى فقد العثمانيون لأبرز ضباط وقادة البحرية لديهم في معركة ليبانت، فقد أدى ذلك لدخول الدولة العثمانية في دور الجمود، حيث ستتحول نجاحاتها وسيطرتها التامة في كل الحروب على كل الجبهات إلى حدوث التوازن بينها وبين أعدائها شرقاً «الصفويون» وغرباً «النمسا والبندقية» وهو ما اعتبر مؤشراً لبداية عهد التوقف في الدولة العثمانية.